# Oton II.
Oton II., vzhodnofrankovski kralj, cesar Svetega rimskega cesarstva, * 955, † 7. december 983, Rim.
Oton II. je bil dobro izobražen tako v splošnem kot vojaškem pogledu. Za njegovo nasledstvo je poskrbel že njegov oče, Oton I. Veliki. Leta 973, po očetovi smrti, je bil kot vladar sprejet brez nasprotovanj. Že takoj po poklonitvi pa so se proti mlademu vladarju začeli upori. Sinova lotarinškega grofa Reginarja III. sta si skušala s silo povrniti dediščino po očetu. Danski kralj Harold Modrozobi se je hotel z vojsko otresti podrejenosti vzhodnofrankovskemu kraljestvu in plačevanju davka. Otonov nečak Henrik II. Bavarski si je z vrsto uporov skušal pridobiti več oblasti v kraljestvu in je v svoja vojaška prizadevanja pritegnil tudi češkega vojvodo Boleslava II. in poljskega kneza Mješka I. Leta 978 je vdrl v Lotaringijo še zahodnofrankovski kralj Lotar. 
Z veliko energije in hrabrosti je Oton II. od očetove vladavine odvrnil vse te nevarnosti in se leta 980 podal v Italijo, da jo dokončno osvoji za cesarstvo. Tam pa je na južni kalabrijski obali s svojo vojsko padel v zasedo, ki so mu jo pripravili sicilski Arabci. Iz bitke se je komaj rešil. V Veroni je sklical državni zbor (983), na katerem so prisotni nemški knezi izvolili cesarjevega sina Otona III. za vzhodnofrankovskega kralja. Kmalu potem je umrl. Med cesarjevim bivanjem v Italiji so se na severu uprli Danci, Slovani pa so saške osvajalce izgnali iz ozemelj vzhodno od Labe.

## Spori v rodbini pred rojstvom Otona II.
Oton II. je bil sin saškega vojvode in vzhodnofrankovskega kralja Otona I. Velikega in njegove druge žene Adelajde.
Poroka vdovelega Otona I. z mlado in lepo vdovo, italijansko kraljico Adelajdo, je vnesla nemir med člane Otonove rodbine. Takoj se je pokazalo, da se njeni interesi ujemajo z interesi osovraženega Otonovega brata Henrika. Rodbina se je razdelila na dva tabora. V enem sta bila Otonov sin iz prvega zakona Liudolf, kateremu je bil Oton vpričo nemškega plemstva že zagotovil nasledstvo, Otonov zet Konrad Rdeči in nemški plemiči, ki so se bali, da bo Otonova pozornost odslej usmerjena le v Italijo. V drugem so bili žena Adelajda in Otonov brat Henrik in ob njem tudi Henrikova in Otonova mati Matilda. Ko sta Liudolf in Konrad poskušala Henrika ujeti, se je Oton postavil na Henrikovo stran. Prišlo je do prave državljanske vojne (953-954). Šele ropanje Ogrov po nemških deželah je upornike spametovalo. Liudolf in Konrad sta se kralju podredila, Oton pa jima je odpustil. Spravljeni med seboj so skupaj leta 955 dosegli zgodovinsko zmago nad Ogri, ki odtlej niso več vdirali na evropska ozemlja. To je bilo tudi rojstno leto Otona II.

## Mladost v času vladanja Otona I.
Oton II. je bil že tretji sin Otona I. in Adelajde a prvi, ki je kot otrok ostal pri življenju. Ker je leta 957 v Italiji umrl prvotno določeni dedič Liudolf Švabski, so Otona od vsega začetka vzgajali za vladarja. Njegov prvi učitelj Volcold, kasnejši škof v Meiβnu, mu je poleg elementov literarno-duhovne šolske izobrazbe vcepil tudi izredno zanimanje za umetnost in znanost (iz njega je napravil pravega rex literatus-a). Grof Odo ga je vpeljal v vojaške in pravne veščine.
Da bi rodbini zagotovil nasledstvo, je dal oče maja 961, pred svojim drugim odhodom v Italijo, na dvornem zboru v Wormsu sina izvoliti za kralja in za binkošti v Aachnu kronati. Med svojo odsotnostjo ga je zaupal svojemu bratu Brunu, kölnskemu nadškofu, in svojemu najstarejšemu (nezakonskemu) sinu Viljemu, majnškemu nadškofu. Njima je prepustil tudi upravljanje kraljestva.
Ob svojem tretjem odhodu v Italijo (966) je oče prepustil sina in upravljanje kraljestva majnškemu nadškofu Viljemu (Bruno je leta 965 umrl). Na prvem dvornem zboru, ki ga je dvanajstletni Oton II. vodil v Wormsu junija 967, je pokazal že veliko politične zrelosti in poznavanja državnih poslov.  Jeseni ga je nadškof Viljem pospremil v Rim, kjer ga je 25. decembra 967, na obletnico kronanja Karla Velikega, papež Janez XIII. kronal za očetovega socesarja. Oton I. je želel sina poroči z bizantinsko princeso in s tem dati svojemu cesarstvu legitimnost tudi v očeh bizantinskega cesarja. A ta se je zvezi dolgo izogibal, tudi zaradi križanja interesov v Južni Italiji. Šele novi bizantinski cesar Ivan I. Cimisk je bil pripravljen ozemeljski sporazum v južni Italiji zapečatiti s poroko med Otonom II. in svojo nečakinjo Teofano. 14. aprila 972 je bila v Rimu poroka; papež je Teofano kronal za cesarico. V času bivanja v Italiji je Oton II. stal ostarelemu očetu ob strani in ga spremljal tudi na bojnih pohodih. Poleti 972 sta se vrnila v Nemčijo, kjer je Oton I. maja 973 umrl. Prehod oblasti na Otona II. je bil brez zapletov.

## Vladanje Otona II.
Z nastopom mladega cesarja so mnogi, ki jih je Oton I. s svojimi dejanji prizadel, začutili priložnost, da uveljavijo svoje zahteve. Tako sta si skušala dediča izgnanega in v tujini umrlega lotarinškega grofa Reginarja III. s silo povrniti odvzeto jima dediščino. Danski kralj Harold se je s silo poskušal znebiti podrejenosti in plačevanja davka. Za Otonovo kraljestvo pa je bila najnevarnejša obnovitev starega razdora v kraljevi rodbini.

### Upori Henrika II. Bavarskega
Kraljica-mati Adelajda, ki je imela precej besede že pri vladanju Otona-očeta, je bila naklonjena bavarski veji rodbine. Sin Oton je skušal to upoštevati. Takoj po nastopu vladanja je svojemu bratrancu Henriku II. Bavarskemu prepustil v upravljanje kraljevi grad Babeburg (zametek Bamberga) in kraj Stegaurach. Vendar je Henrik II. Bavarski, ki je v zgodovini dobil vzdevek Prepirljivec, kmalu pokazal, da hoče veliko več. Posegel je v kraljevo pristojnost in je v nasprotju z voljo Otona II. postavil na izpraznjeno mesto augsburškega škofa svojega kandidata, bratranca po materi, soimenjaka Henrika. Oton II. se je izognil sporu in je imenovanje naknadno potrdil. Ko pa je še istega leta (973) brez naslednika umrl švabski vojvoda Burchard III., poročen s sestro Henrika II., Hedviko, in je Henrik II. upravičeno pričakoval, da bo vojvodina pripadla njemu, se je kralj odločil, da bo zaustavil širjenje njegove oblasti. Na mesto švabskega vojvode je imenoval Otona, sina Ludovika Švabskega, ki je bil njegov nečak a po starosti vrstnik in prijatelj. S tem pa ni le obnovil star rodbinski spor (med očetoma Liudolfom Švabskim in Henrikom I. Bavarskim) ampak se je tudi razšel z željami svoje matere Adelajde.
Henrik II. je bil tako prizadet, da je začel skupaj s svojim svetovalcem freisinškim škofom Abrahamom pripravljati proti Otonu II. zaroto, za katero je pridobil tudi češkega vojvodo Boleslava II. in poljskega kneza Mješka (974). Ni jasno, kaj je želel doseči. Ko je Oton zvedel za zaroto, je zarotnike pod grožnjo izobčenja pozval na zagovor. Domači zarotniki so se zahtevi brez boja podredili. Oton je dal Henrika II. zapreti v kraljevi grad v Ingelheimu, škofa Abrahama pa v benediktinsko opatijo Corvey (danes v območju mesta Höxter v pokrajini Severno Porenje - Vestfalija).
Potem ko je leta 974 opravil z danskim kraljem (naslednje poglavje), je Oton II. jeseni 975 popeljal svojo vojsko proti češkemu vojvodi, ki je tudi sodeloval v Henrikovi zaroti in ni priznaval cesarjeve nadoblasti. Otonova vojska je na Češkem povzročila veliko opustošenje, a se je vrnila domov, ne da bi Boleslava uklonila. Na sovražnosti, ki so se na meji nadaljevale, pa se cesar ni mogel resneje odzivati, kajti doma so se pojavile nove težave.
Leta 976 je Henrik II. pobegnil iz pripora v Ingelheimu in se vrnil na Bavarsko, kjer je imel pristaše in tudi nasprotnike. Pristaše je našel tudi na Saškem. Ob Donavi in Isarju je vzniknila državljanska vojna. Velike izgube je utrpel kralju vdani passavski škof Pilgrim. Oton II. je moral dvakrat posredovati z vojsko; šele v drugo mu je uspelo zavzeti Regensburg. Henrik je pred tem zbežal na Češko k vojvodi Boleslavu.
Oton II. se je tedaj odločil za temeljito reorganizacijo južnega dela kraljestva, s katero je vojvodino Bavarsko zmanjšal skoraj za tretjino. Od Bavarske je ločil Koroško, skupaj z mejnimi markami Verono, Furlanijo in Istro, in jo povzdignil v samostojno vojvodino, ki jo je podelil Liutpoldincu Henriku, sinu Bertolda Bavarskega. Bavarski Vzhodni marki je dal veliko posebnih pravic in jo podelil v fevd Henrikovemu izpričanemu sovražniku Luitpodu Babenberškemu (marka je bila formalno še vedno v sklopu Bavarske). Preostalo Bavarsko je dal v fevd Otonu I. Švabskemu. Henriku II. je odvzel vojvodski naslov. Spodbudil je tudi spremembo v cerkveni organizaciji; ustanovljena je bila škofija v Pragi, ki je bila podrejena nadškofiji v Mainzu; s tem je bilo češko območje odtegnjeno vplivu regensburške nadškofije.
Avgusta 977, potem ko je na novo uredil tudi upravljanje Lotaringije (drugo naslednje poglavje), je Oton II. preko Turingije vdrl na Češko, zavzel del dežele, a vojvode Boleslava sprva spet ni mogel pokoriti. Tudi se ni uspel združiti z vojsko Otona Švabskega, ki je s švabskimi in bavarskimi četami prekoračil Češki gozd, a bil pri Plznu poražen. Med tem so se proti Otonu Švabskemu na Bavarskem uprli Henrikovi pristaši, med njimi tudi koroški vojvoda Henrik in augsburški škof Henrik. Škof Henrik je zavzel Neuburg na Donavi, koroški Henrik Passau. Na Bavarsko je s češkim odredom prišel tudi bavarski Henrik. Oton Švabski se je vrnil s Češkega in začel oblegati Passau, a ga ni mogel zavzeti.
Boleslavova ponudba miru in podreditev je Otonu II. omogočila, da je z vojsko preko Češkega gozda prišel na Bavarsko in po dolgem obleganju Passaua, ki ga je skoraj povsem razrušil, nasprotnike prisilil k podreditvi. Za veliko noč 978 so trije Henriki v Quedlinburgu cesarju izrekli pokorščino, medtem ko je cesar Boleslava sprejel s častmi in ga obdaril. Magdeburško sodišče je Henrika II. Bavarskega izgnalo in ga zaupalo v varstvo utrechtskemu škofu Focmarju, kjer je ostal do Otonove smrti; augsburški škof Henrika je bil dan pod nadzor opata Werdna, od koder pa se je že po štirih mesecih lahko vrnil v svojo škofijo. Tudi koroški Henrik je bil dan pod nadzor. Vojvodino Koroško je skupaj z mejnimi markami (Verona, Furlanija, Istra) dobil Otonov salijski nečak, wormski grof Oton, sin Konrada Rdečega. Zaradi teh posegov se je Oton za nekaj časa popolnoma razšel z materjo, ki se je odselila k bratu, burgundskemu kralju Konradu. Večji vpliv pri Otonu pa je dobila žena Teofana.

### Vdor danskega kralja
Poleti 974 je s severa v cesarstvo vdrl danski kralj Harold Modrozobi. Harold, ki je Otonu I. plačeval davek in ki je leta 970 postal tudi norveški kralj, ni bil pripravljen sprejeti nadoblasti mladega nemškega kralja. Skupaj z norveškimi četami Jarla Hakona je prodrl vse do Labe. V prvem protiudarcu ga je Oton potisnil nazaj do meje, jeseni v drugem, ko se je Jarl Hakon že vrnil na Norveško, pa zavzel Jutland, obnovil plačevanje davka in dobil tudi veliko odkupnino ter za talca danskega princa.

### Bojevanje za ohranitev Lotaringije
Sinova in naslednika lotarinškega grofa Raginarja III., Raginar IV. in Lambert I., sta si skušala, takoj po poklonitvi novemu cesarju, z vdorom v Lotaringijo nazaj priboriti dediščino po očetu. Oton II. ju je na začetku leta 974 z vojsko prisilil, da sta se vrnila v Francijo.
Vendar nista mirovala. Za svoje načrte sta pridobila še druge francoske plemiče (med njimi kraljevega brata Karla) in poskušala znova. Kljub porazu proti lotarinški vojski, ki sta ga pred veliko nočjo leta 1976 utrpela pri Monsu, nista odnehala. Upanje na uspeh jima je ohranjal tudi bavarski spor znotraj kraljeve rodbine. Zahodnofrankovski (francoski) kralj Lotar se v dogajanje sprva ni vmešaval, saj je bil poročen z Adelajdino hčerko iz prvega zakona, Emo. Ko pa se je Oton II. z materjo razšel, je tudi Lotarja začela zanimata Lotaringija, ki je v preteklosti pripadala zahodnofrankovskemu kraljestvu.
Potem ko je Oton II. leta 976 na novo organiziral jug kraljestva in mislil, da je opravil s prepirljivim bratrancem Henrikom, je skušal odpraviti konfliktne razmere tudi v Lotaringiji. Maja 977 je na dvornem zboru v mestu Thionville bratoma Raginarju IV. in Lambertu vrnil večji del očetovih posesti. Holandskega grofa Egberta (od 976 državnega kanclerja) je imenoval za nadškofa v Trierju. V svoj prid pa je hotel izkoristiti tudi spor med Lotarjem in njegovim mlajšim bratom Karlom in je slednjemu podelil v fevd Spodnjo Lotaringijo.
Junija 978, ko se je cesarska družina mudila na aachenskem kraljevem gradu (pfalci), je Lotar nenadoma z veliko vojsko, v kateri so sodelovale tudi čete njegovega bratranca Huga Carpeta, vdrl v Lotaringijo in zavzel Aachen. Cesar se je z družino komaj izognil zajetju. Po treh dneh ropanja Aachna in pfalce se je zahodnofrankovski kralj z vojsko obrnil domov.
Na Otonov poziv k maščevanju sramote, ki je bila prizadejana njemu in državi, se je zbrala vojska, velika kot že dolgo ne, in 1. oktobra krenila na pot proti Parizu. Napredovala je brez odpora, sproti uničevala kraljeve posesti (pfalce Attigny, Soissons, Compiègne), ne pa tudi cerkva. Lotar se je z vojsko umaknil preko Siene, Hugo Carpet pa je zbral svoje čete v Parizu. Otonova vojska se je utaborila na desnem bregu Siene pri Montmartru in začela mesto oblegati, a brez uspeha. Bližanje zime in bolezen v vojski so prisilil Otona, da je dal sredi novembra tabor podreti. Pred tem je na čuden način praznoval zmago: vsi duhovniki skupaj so na Montmartru zapeli alelujo, da se je slišalo v Pariz. Vojska je na povratku hitro prišla do reke Aisne. Ko pa so konjeniki že prešli reko, ne pa še pratež s spremstvom, je Lotar spet zahrbtno napadel in Otonovi vojski prizadejal veliko izgubo. Bojevanje na meji med Francijo in Lotaringijo je še dolgo trajalo. Cesar je prepustil obrambo Lotaringije vojvodi Karlu in domačim plemičem.
Jeseni 979 se je Oton II. odpravil z vojsko na Poljsko proti knezu Mješku, ki je tudi sodeloval v Henrikovi zaroti in ki je leta 972 premagal Otonovega mejnega grofa Oda in nehal plačevati davek. Toda Mješko je še pred spopadom pristal na plačevanje davka. Za Otona je bilo pomembno, da je tudi Lotar pokazal pripravljenost za spravo; Otonu se je opravičil za sovražnosti in mu ponudil obrambno zvezo. Oton je ponudbo sprejel. Maja 980 sta se srečala v kraju Margut-sur-Chiers in potrdila obstoječe ozemeljsko stanje. Lotar se je odrekel vseh zahtev do Lotaringije ter sebe in sina Ludvika priporočil cesarjevemu varstvu.
Oton II. je v težkih razmerah s hrabrostjo in energijo ohranil celovitost kraljestva Otona I., Velikega. Leta 980 se mu je rodil še naslednik, sin Oton III.

### Sodelovanje s cerkvijo
Oton II. je nadaljeval očetovo politiko sodelovanja s cerkvijo. Krepil je njeno gospodarsko neodvisnost od posvetnega plemstva in postavljal duhovnike na pomembna uradniška mesta. V Memlebnu je ustanovil benediktinsko opatijo in ji podelil velike posesti. Ustanovil ali soustanovil je samostane na lokacijah Tegernsee, Bergen pri Neuburgu na Donavi in Arneburg. Med cerkvenim plemstvom si je izbiral svetovalce in nekaterim zaupal pomembne politične funkcije. Na mesto nadškofa v Mainzu in s tem na vrh nemške cerkve je (nasprotovanjem navkljub) postavil duhovnika nižjega stanu Viligisa, ki ga je za kanclerja izbral že njegov oče, in ki je po smrti Otona II. poskrbel za kontinuiteto oblasti Otonov.
Oton II. je podpiral misijonarstvo na Češkem (škofija v Pragi) in na Ogrskem, v njegovem času je bila ustanovljena škofija Odense na danskem otoku Fyn. Zato je težko razumljivo, da je leta 981, po smrti magdeburškega škofa Adalberta, popustil ambiciji častihlepnega in intrigantskega merseburškega škofa Giselherja in mu obljubil izpraznjeno mesto. Da bi mu omogočili prestop, je škofovska sinoda na cesarjevo pobudo ukinila škofijo Merseburg in njene dele priključila sosednjima škofijama Zeitz in Meißen ter nadškofiji Magdeburg. S tem je bila ukinjena škofija, ki jo je daroval Oton I. v zahvalo za zmago nad Ogri (955) in jo s posebno skrbnostjo negoval.

### Pohod v Italijo
Severni in srednji del Italije je priznaval pripadnost Svetemu rimskemu cesarstvu, medtem ko sta Kalabrija in Apulija v južni Italiji pripadali Bizantinskemu cesarstvu. Cesarski namestnik v Italiji, ki ga je postavil že Oton I., je bil vojvoda Spoleta in Camerina ter knez Beneventa, Capue in Salerna, Pandulf Železnoglavi. Deloval je povezovalno in se boril proti bizantinskemu (grškemu) vplivu, ki je tudi na zahodnih ozemljih iskal svoje pristaše. Tako je že junija 974 v Rimu grška stranka patricija Crescentiusa ubila papeža Benedikta VI. (Oton I. ga je imenoval dobro leto prej) in na njegovo mesto postavila papeža Bonifacija VII. Cesarjevi pristaši so oktobra v soglasju z Otonom II. postavili svojega papeža Benedikta VII.; Bonifacij je pobegnil v Konstantinopel.
Leta 976 je umrl bizantinski cesar Ivan I. Cimisk. Mladoletna sinova cesarja Romana II., Bazilij II. in Konstantin VIII., ki jima je pripadla oblast, nista bila kos položaju in v Bizantinskem cesarstvu je izbruhnila državljanska vojna. Razmere je nameraval izkoristiti kairski fatamidski kalif. Sicilijskemu emirju (z imenom Abū l-Qāsim Alī ibn al-Hasan) je ukazal, da za islam zavzame Italijo. Emir je odtlej vsako leto ropal in pustošil po Kalabriji in Apuliji in vdiral v langobardske kneževine. Pandulf mu je to skušal preprečevati, a njegove moči niso zadoščale za vsakoletno odvračanje napadalcev. Oton II. se je čutil poklicanega, da zaščititi Italijo pred islamom. Leta 980 ga je v Italijo klical tudi papež Benedikt VII., ki ga je Bonifcij VII. ponovno pregnal iz Rima.
Oton II. je postavil majnškega nadškofa Viligisa za svojega namestnika v kraljestvu in novembra 980 z manjšo vojsko odrinil čez Alpe. Spremljali so ga žena s sinom, vdani mu škof Metza, Dietrich, prijatelj Oton Švabski in Bavarski s švabskim in bavarskim spremstvom in saški konjeniki. V Paviji se je srečal z materjo in ji kot poznavalki italijanskih razmer ponovno omogočil vpliv na državne posle. Za božič ga je v Raveni pričakal papež. Brez odpora je okrog velike noči prišel v Rim in ponovno ustoličil Benedikta VII. Naselil se je v palači ob Petrovi cerkvi. Za veliko noč 981 so se tam zbrali člani kraljeve rodbine: obe cesarici, sestra Matilda, burgundski kralj Konrad z ženo Matildo Francosko, prijatelj Oton Švabski in Bavarski, priklonit pa so se mu prišli tudi francoski vojvoda Hugo Carpet ter posvetni in cerkveni uradniki iz Nemčije in Italije.
Marca 981 je umrl vojvoda Pandulf Železnoglavi in z njim je cesar izgubil svojega glavnega vojskovodjo v Italiji. Ker so spomladi Arabci ponovno prišli preko Mesinske ožine v Italijo, je cesar vzel obrambo v svoje roke. Iz Nemčije je naročil vojaško okrepitev (2100 konjenikov v oklepih) in že septembra, samo z italijanskimi četami, zavzel Lucero in Ascoli v Apuliji. Vendar se je moral vrniti urejat razmere v srednjo Italijo, ker se Pandulfova sinova (Landulf ˙je podedoval Benevento in Capuo, mladi Pandulf pa Salerno) na novih položajih nista mogla obdržati. Med tem so se Bizantinci povezali z Arabci in jih denarno podprli.
Za božič 981 je iz Nemčije prišla naročena vojska. Oton II. je lahko januarja 982, tokrat s svojo vojsko, ponovno vkorakal v Apulijo, zavzel Bari in si podredil večino apulijskih mest. Na veliko noč 982 se je v Tarantu pripravljal za spopad z Arabci, ki so ropali po Kalabriji. Vojsko je popeljal po stari vojaški cesti ob morski obali; pri razvalinah Metaponta je prekoračil reko Basento. Na sovražnike je naletel šele na kalabrijski meji pri Rossanu. Zavzel je Rossano in pustil tam ženo z otrokom v varstvu škofa Dietricha. Z vojsko je sledil sovražniku, ki je zavzel položaje pri kraju Colona nedaleč od današnje Cortone. 13. julija 982 je prišlo do spopada, na obeh straneh podžganega z verskim fanatizmom. Na arabski strani so se borile tudi grške pomožne čete. Ko je padel arabski poveljnik Abū l-Qāsim, so se Arabci umaknili. Cesarjeva vojska, prepričana da je zmagala, jim je brez vojaškega reda sledila in padla v arabsko zasedo. Veliko cesarjevih vojakov je padlo pod arabskimi meči, veliko jih je utonilo v morju. Oton II. se je zatekel v morje; plavajočega je rešila ladja, ki pa je bila grška. Nekako mu je uspelo prepričati Grke, da so zapluli v Rossano, kjer ga je rešil škof Dietrich. Veliko Otonovih vojščakov, ki so se uspeli rešiti iz bitke, je na poti skozi Italijo umrlo od žeje in vročine. Švabsko-bavarski vojvoda Oton je na poti domov umrl v Lucci.
Poraz je zelo omajal Otonov (prej veliki) ugled v Italiji. K sreči so se med seboj skregali sicilski Arabci, tako da niso več prehajali preko Mesinske ožine. Apulija in Kalabrija sta postali spet grški. Nasprotno so cesarjevi pristaši poraz sprejeli kot grožnjo za obstoj cesarstva. Saški in turinški knezi so se sestali in v pismu izrazili cesarju zvestobo. Oton je junija 983 sklical v Veroni državni zbor, ki so se ga udeležili nemški in italijanski knezi. Objavil je, da bo boj proti Grkom in Arabcem obnovil, in dosegel, da so njegovega triletnega sina Otona III. izvolili za vzhodnofrankovskega kralja. Za namestnico v Lombardiji je imenoval svojo mater Adelajdo; sedež je imela v Paviji. S smrtjo Otona Švabsko-bavarskega sproščeni vojvodini je podelil: Bavarsko Liutpoldincu Henriku, ki je tako postal Henrik III. Bavarski, in Švabsko Konradu iz rodbine Konradinov.
Oton II. se je julija 983, samo z italijanskimi četami, spet odpravil ob jadranski obali proti Apuliji. Konec avgusta je bil že v Larinu ob reki Biferno, vendar ni napadel, morda zaradi preslabotne vojske, morda zaradi razmer v Rimu, ki so zahtevale njegovo prisotnost. Oktobra je tam umrl papež Benedikt VII. Oton je spodbudil izvolitev predanega mu pavijskega škofa, njegovega italijanskega kanclerja Petra, ki si je nadel ime Janez XIV. S severa cesarstva pa so prihajale slabe novice.

### Upor Dancev in osamosvojitev Slovanov
Na severu so se uprli Danci in Slovani. Danci so porušili obmejne utrdbe in vojvoda Bernhard I. Saški je komaj obranil pred njimi mejno marko Schleswig . Istočasno so se uprli Slovani, ki so se vrnili k poganstvu. Upor se je iz Lužice razširil v porečje reke Havel in spodnje Odre. 29. junija 983 so slovanski bojevniki zavzeli Havelberg, pobili saško posadko in porušili škofovsko cerkev. Čez tri dni je enako usodo doživel Brandenburg. Kmalu so se dvignili tudi Obodriti in se napotili proti Hamburgu; vojvoda Bernhard, ki se je boril proti Dancem, mesta ni mogel zavarovati pred uničenjem. 30.000 glava slovanska vojska je prekoračila Labo in prodrla do reke Tanger. Šele tam jih je saška vojska zaustavila, tako da so se umaknili nazaj za Labo. Slovani vzhodno od Labe so se s tem uporom za 150 let znebili nemškega jarma. Nemci pa so žalovali za uničeno cerkveno organizacijo Otona I.

## Nagla smrt
Za mladega cesarja, ki se je nahajal v Rimu, so bile te novice velik udarec. Predvsem so ga prizadeli očitki (ki jim je morda tudi sam verjel), da je za nesrečo kriva ukinitev škofije Merseburg, t. j. neupoštevanje očetove donacije, in da je zaščitnik Merseburga, sv. Lavrencij, povzročil vse nesreče zadnjega časa. V Rimu se je razširila malarija in vnema takratnih zdravnikov je še pospešila Otonovo smrt. Umrl je 7. decembra 983. Pokopali so ga v preddverju Petrove cerkve v Rimu. Ob gradnji nove cerkve so njegove posmrtne ostanke prenesli v vatikansko kripto (t. i. grotte Vaticane), dele sarkofaga in spomenika pa so uporabili v druge namene.

## Družina Otona II.
Oton II. se je 14. aprila 972 poročil z bizantinsko princeso Teofano, nečakinjo tedaj vladajočega bizantinskega cesarja Ivana I. Cimiska. Imela sta 5 otrok:
- Adelajda ( 973/974 – 1045), opatinja v Quedlinburgu in Gandersheimu
- Sofija (975 – 1039), opatinja v Gandersheimu in Essnu
- Matilda (978 – 1025) ∞ lotarinški palatinski grof Ezzo
- Oton (980 – 1002), vzhodnofrankovski kralj, cesar Svetega rimskega cesarstva
- Otonova dvojčica, ki je živela največ tri mesece.